# Călătorie fantastică (film din 1966)
Călătorie fantastică, alternativ Călătoria fantastică, (titlul original: în engleză Fantastic Voyage) este un film dramatic stiințifico-fantastic american, realizat în 1966 de regizorul Richard Fleischer, o povestire de Otto Klement și Jerome Bixby, protagoniști fiind actorii Stephen Boyd, Raquel Welch, Edmond O’Brien și Donald Pleasence. 
Filmul relatează despre un grup de oameni care sunt diminuați împreună cu un submarin, și sunt injectați într-un om de știință ceh care a dezertat din Blocul de Est, pentru a putea efectua o intervenție chirurgicală complicată pe creier.
Producția lui Joe Dante Călătoria fantastică (Innerspace, 1987) este inspirat de acest film.

## Distribuție
- Stephen Boyd – Grant
- Raquel Welch – Cora Peterson
- Edmond O’Brien – generalul Carter
- Donald Pleasence – dr. Michaels
- Arthur O’Connell – colonelul Donald Reid
- Arthur Kennedy – dr. Duval
- Jean Del Val – dr. Beneš
- William Redfield – căptanul Bill Owens
- James Brolin – technicianul
- Barry Coe – ajutorul de la comunicații
- Ken Scott – un agent al Serviciului Secret American
- Shelby Grant – sora medicală

## Aprecieri
„ Fascinat de posibilitățile trucajelor și scenografiei, Fleischer ne introduce într-un decor ca de Méliès, reducând aproape de limită și dimensiunea interioară a eroilor. Ca tot ce se rezumă unilateral la tehnică, filmul bazat pe retroproiecții e depășit azi de progresul efectelor speciale numerice.”—T. Caranfil , Dicționar universal de filme 
Secvență rapel: salvarea echipei într-o lacrimă extrasă pe o lamă de microscop.

## Premii și nominalizări
- 1967 – Premiile Oscar
  - Cele mai bune decoruri lui Jack Martin Smith, Dale Hennesy, Walter M. Scott și Stuart A. Reiss
  - Cele mai bune efecte vizuale lui Art Cruickshank
  - Nominalizare la Cea mai bună imagine lui Ernest Laszlo
  - Nominalizare la Cel mai bun montaj lui William B. Murphy
  - Nominalizare la Cea mai bună editare sonoră lui Walter Rossi

## Erată
- În afiș titlul filmului este grafiat „Călătoria fantastică”.